# Хилл, Грант (продюсер)
Грант Хилл (англ. Grant Hill, род. XX век, Австралия) — австралийский кинопродюсер.

## Биография
Он получил две номинацию на премию «Оскар» в категории «Лучший фильм»: в 1999 году за фильм «Тонкая красная линия» и в 2012 году за фильм «Древо жизни». Другую номинацию на премию «Оскар» за лучший фильм заработал.
Он также регулярно сотрудничал с братьями Вачовски с того момента, как вышла кинолента «Матрица: Перезагрузка», в которой он был исполнительным продюсером. Позже он выступил продюсером их фильма «Спиди-гонщик».

## Фильмы
- Ворон / The Crow (1994)
- Уличный боец / Street Fighter (1994)
- Титаник / Titanic (1997)
- Тонкая красная линия / The Red Thin Line (1998)
- Матрица: Перезагрузка / The Matrix Reloaded (2003)
- Матрица: Революция / The Matrix Revolutions (2003)
- V — значит вендетта / V for Vendetta (2006)
- Спиди-гонщик / Speed Racer (2008)
- Ниндзя-убийца / Ninja Assassin (2009)
- Древо жизни / The Tree of Life (2011)
- Облачный атлас / Cloud Atlas (2012)
- Восхождение Юпитер / Jupiter Ascending (2015)